# Krymky (obwód kirowohradzki)
Krymky (ukr. Кримки) – wieś na Ukrainie, w obwodzie kirowohradzkim, w rejonie kropywnyckim, w hromadzie Ołeksandriwka. W 2001 liczyła 365 mieszkańców, spośród których 347 wskazało jako ojczysty język ukraiński, 16 rosyjski, a 2 mołdawski.